# Mads Brandbyge
Mads Brandbyge (født 1969 i Køge) er en dansk professor i fysik på Institut for Mikro- og Nanoteknolog (en) på Danmarks Tekniske Universitet, der forsker i nanostrukturer og computersimulationer.
Han gik på Køge Gymnasium. Han læste sin kandidatgrad på Københavns Universitet, og han læste herefter en ph.d. på DTU.
I 2013 modtog han AEG Elektronprisen.
I 2014 modtog han EliteForsk-prisen, der uddeles årligt af Uddannelses- og Forskningsministeriet til forskere under 45 år.